# USS Oregon City (CA-122)
L'USS Oregon City (CA-122) est un croiseur lourd de l'United States Navy de classe Oregon City construit à partir de 1944 par le chantier naval Fore River de Quincy et mis en service en 1947. Il est nommé d'après la ville d'Oregon City (Oregon).